# Sparkasse Hattingen
Die Sparkasse Hattingen ist eine Sparkasse in Nordrhein-Westfalen mit Sitz in Hattingen. Sie ist eine Anstalt des öffentlichen Rechts.

## Geschäftsgebiet und Träger
Das Geschäftsgebiet der Sparkasse Hattingen umfasst die Stadt Hattingen im Ennepe-Ruhr-Kreis, welche auch Trägerin der Sparkasse ist.

## Geschäftszahlen
Die Sparkasse Hattingen wies im Geschäftsjahr 2023 eine Bilanzsumme von 1,054 Mrd. Euro aus und verfügte über Kundeneinlagen von 810,23 Mio. Euro. Gemäß der Sparkassenrangliste 2023 liegt sie nach Bilanzsumme auf Rang 315. Sie unterhält 5 Filialen/Selbstbedienungsstandorte und beschäftigt 177 Mitarbeiter.

## Sparkassen-Finanzgruppe
Die Sparkasse Hattingen ist Teil der Sparkassen-Finanzgruppe und gehört damit auch ihrem Haftungsverbund an. Er sichert den Bestand der Institute und sorgt dafür, dass sie auch im Fall der Insolvenz einzelner Sparkassen alle Verbindlichkeiten erfüllen können. Die Sparkasse vermittelt Bausparverträge der regionalen Landesbausparkasse, offene Investmentfonds der Deka und Versicherungen der Provinzial NordWest. Im Bereich des Leasing arbeitet die Sparkasse Hattingen mit der  Deutschen Leasing zusammen. Die Funktion der Sparkassenzentralbank nimmt die Landesbank Hessen-Thüringen wahr.